# Pheidole punctatissima
Pheidole punctatissima är en myrart som beskrevs av Mayr 1870. Pheidole punctatissima ingår i släktet Pheidole och familjen myror.

## Underarter
Arten delas in i följande underarter:
- P. p. annectens
- P. p. insulana
- P. p. jamaicensis
- P. p. punctatissima

## Bildgalleri

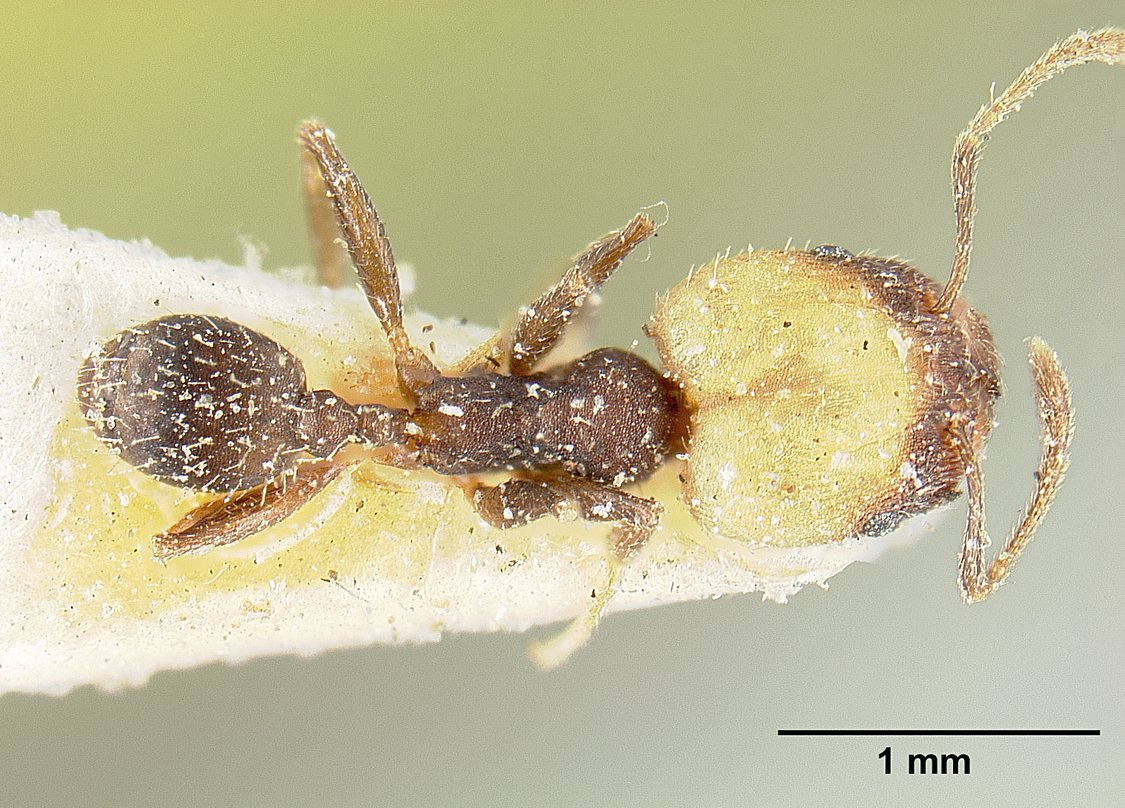
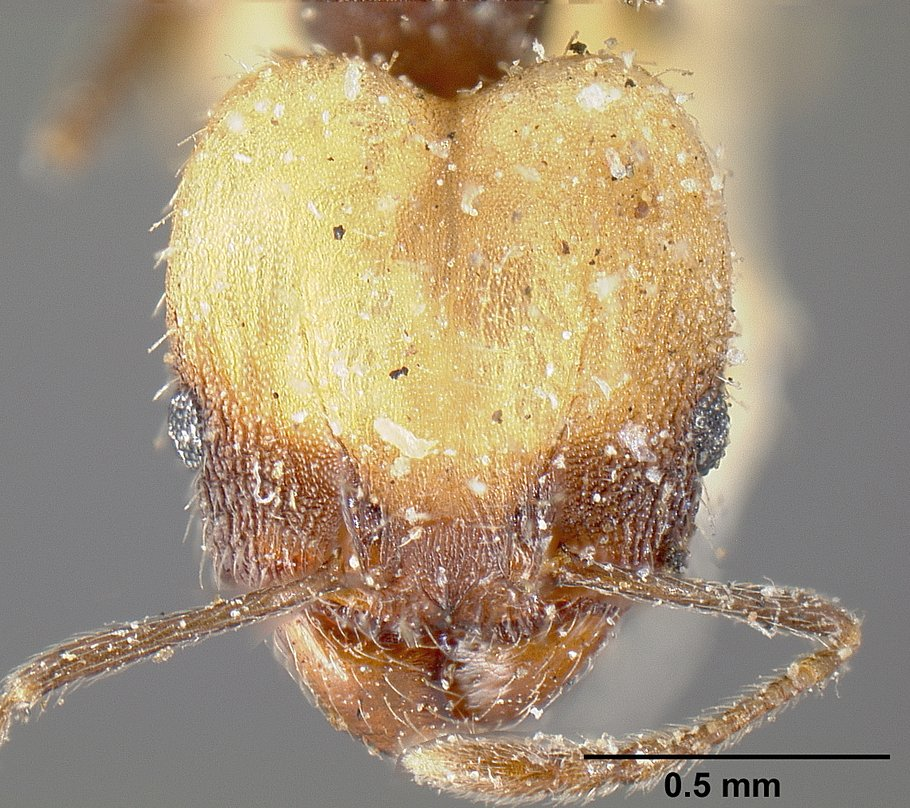
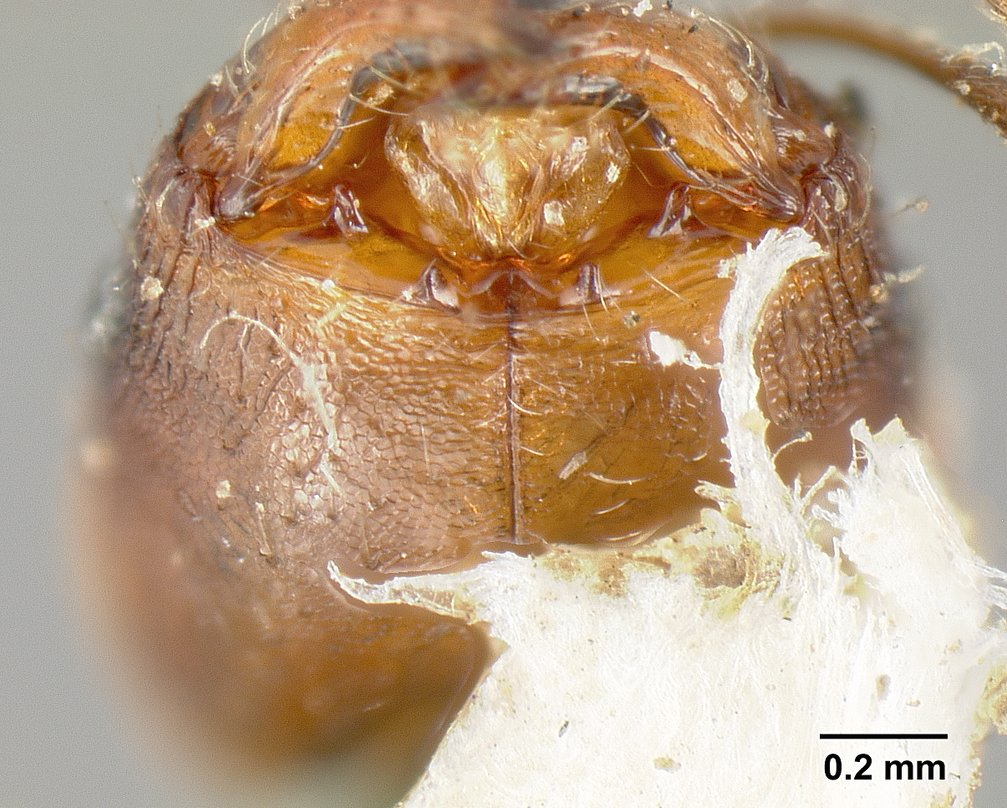
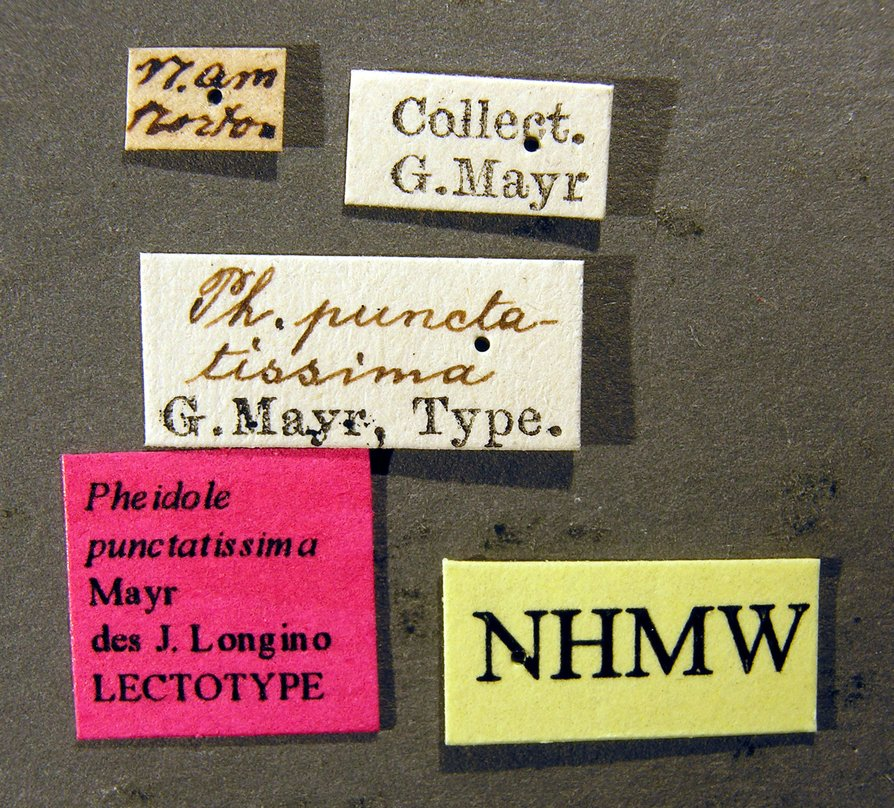
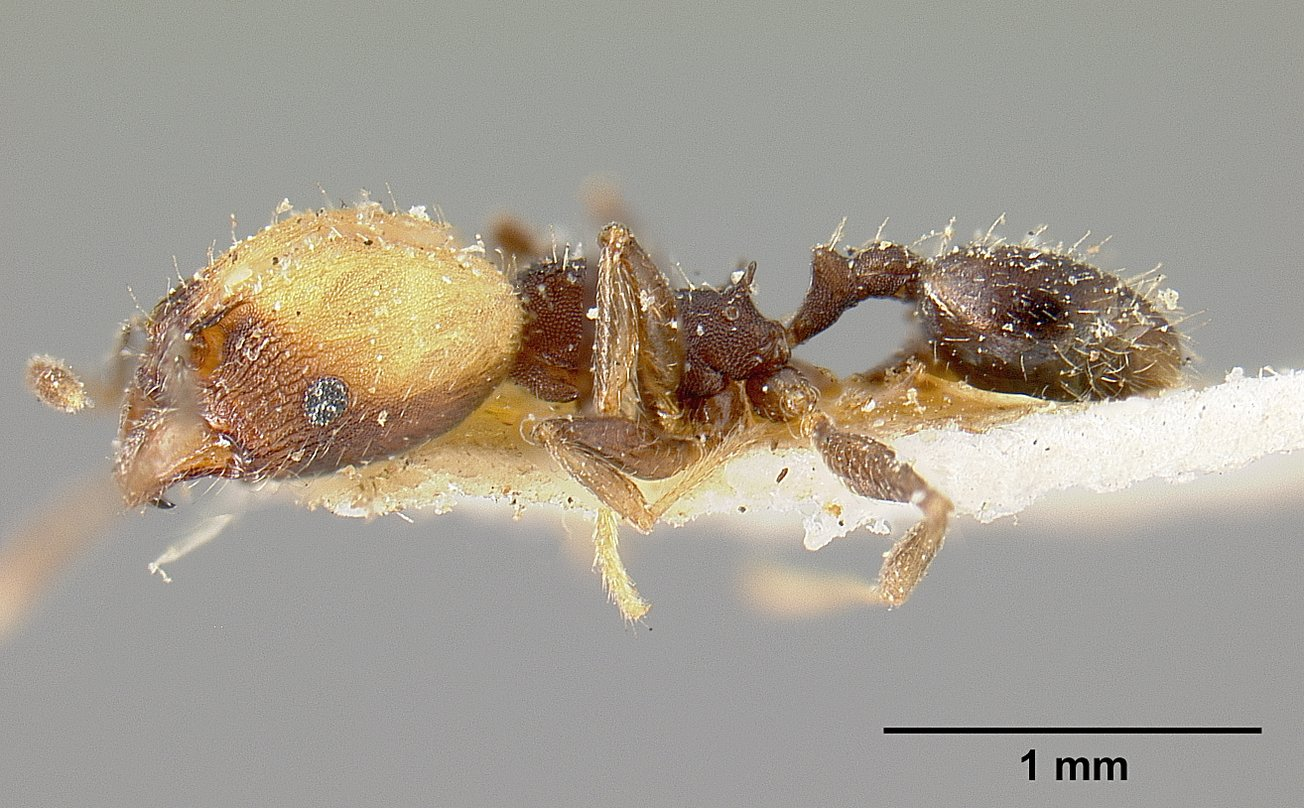
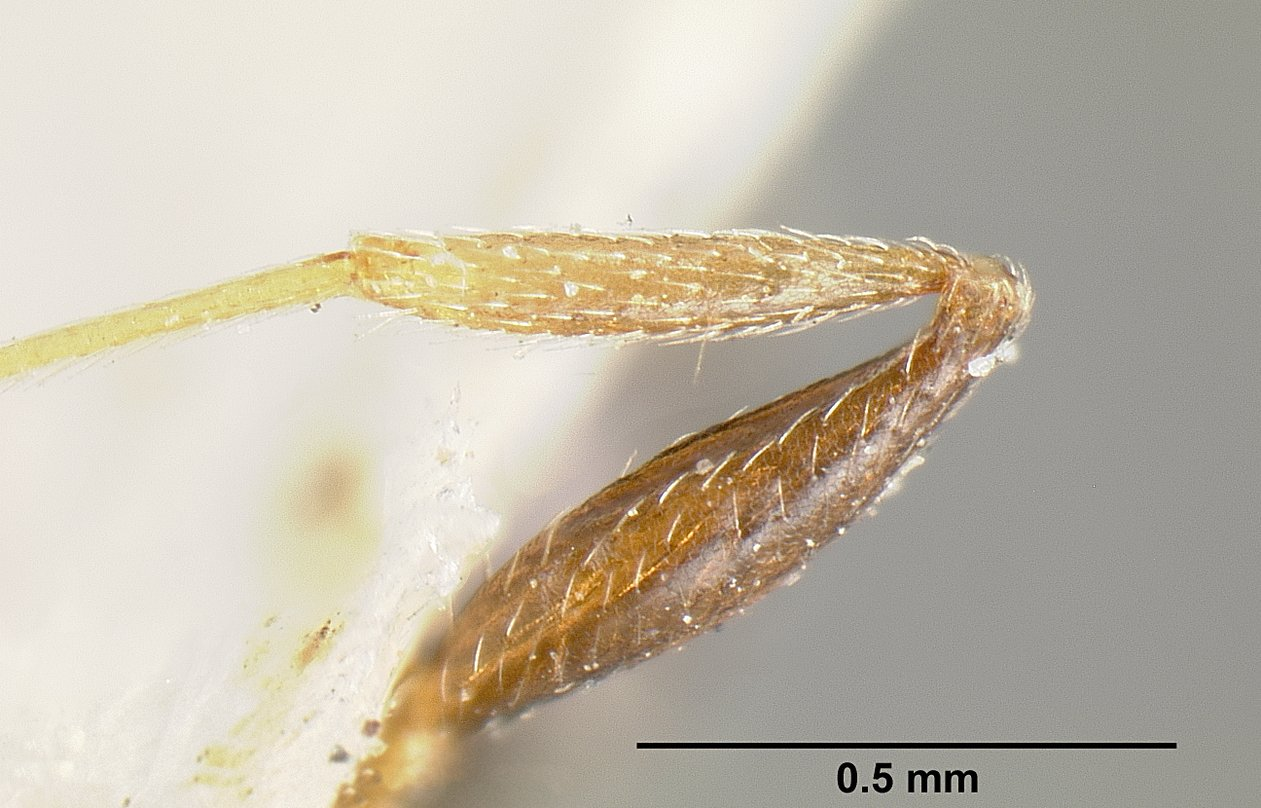